# St Clement’s Church (Dingwall)

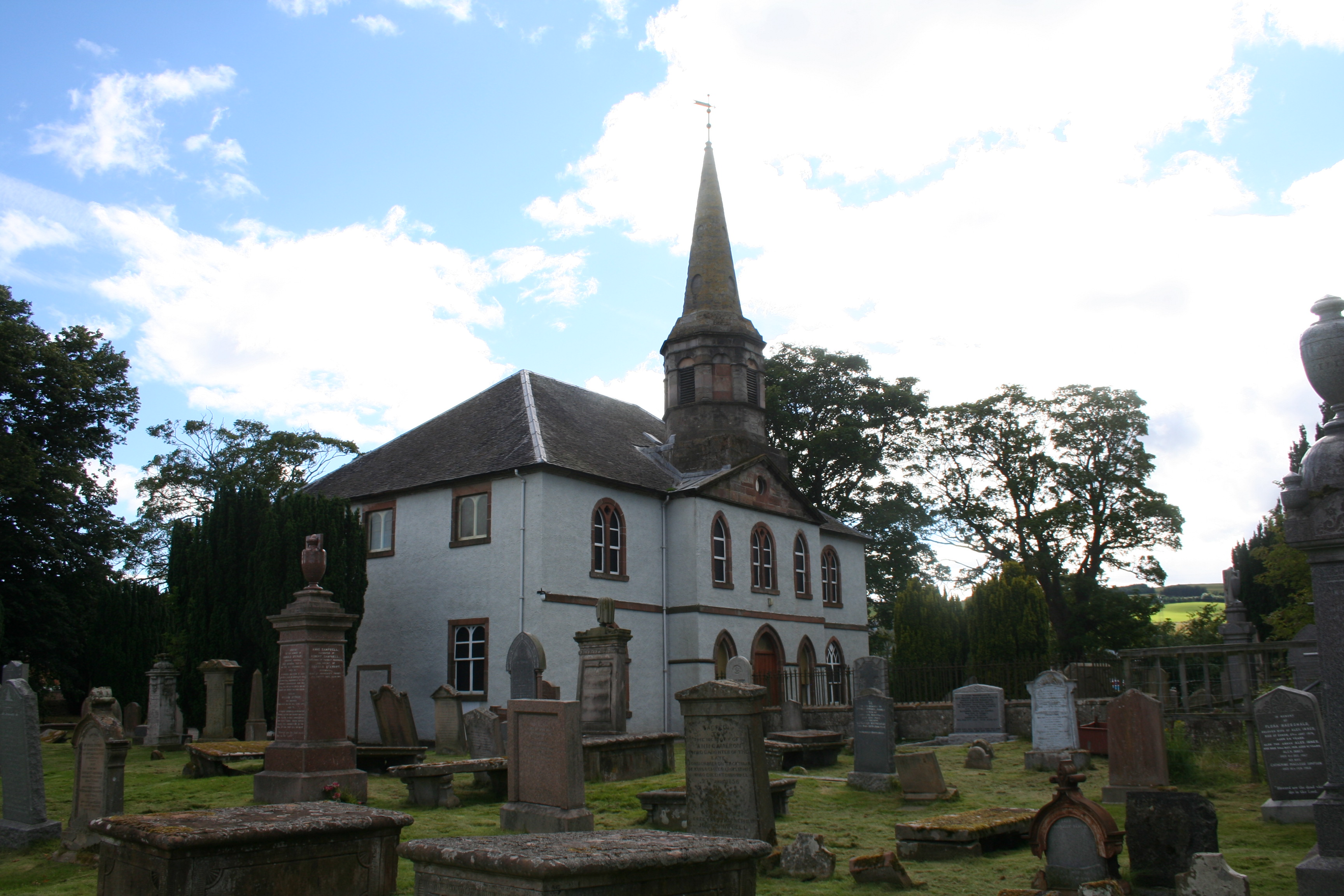
St Clement’s Church

Die St Clement’s Church ist eine Pfarrkirche der presbyterianischen Church of Scotland in der schottischen Ortschaft Dingwall in der Council Area Highland. 1971 wurde das Bauwerk in die schottischen Denkmallisten in der höchsten Denkmalkategorie A aufgenommen.

## Geschichte
Auch verschiedene aus dem 17. Jahrhundert stammende Grabsteine auf dem umgebenden Friedhof bezeugen, dass sich am Standort bereits zuvor eine Kirche befand. Die St Clement’s Church wurde an diesem Standort zwischen 1799 und 1803 nach einem Entwurf des in Haddington ansässigen schottischen Architekten George Burn errichtet. Im späten 19. Jahrhundert wurde das Kirchengebäude überarbeitet. In diesem Zuge wurden die Kanzel erneuert, Maßwerke eingesetzt und eine Umfriedungsmauer mit gusseisernem Tor mit schmiedeeisernem Überwurf errichtet. Für letztere Arbeiten, die 1876 abgeschlossen waren, zeichnet W. C. Joass verantwortlich.
Auf dem umgebenden Friedhof befindet sich ein piktischer Symbolstein der Klasse I. Dieser wurde beim Kirchenbau zunächst als Türsturz verwendet. Nach seiner Identifikation im Jahre 1880 wurde der 1,3 Meter hohe Stein aus Glimmerschiefer auf dem Friedhof aufgerichtet. Er ist als Scheduled Monument klassifiziert.

## Beschreibung
Die St Clement’s Church steht abseits der Tulloch Street im Zentrum Dingwalls. Das Mauerwerk des länglichen Gebäudes besteht aus grob zu Quadern behauenem Bruchstein, der zu einem Schichtenmauerwerk verlegt wurden. Die Gebäudeöffnungen sind mit Naturstein eingefasst. Die nordexponierte Hauptfassade des zweigeschossigen Gebäudes mit neogotischer Detaillierung ist fünf Achsen weit. Am Fuße des drei Achsen weiten Mittelrisalits ist das spitzbogige Hauptportal eingelassen. Spitzbogenfenster flankieren das Portal. Im Obergeschoss flankieren Spitzbogenfenster eine rundbogige Aussparung, in die ein spitzbogiges Zwillingsfenster mit Maßwerk und Vierpass im Zwickel eingelassen ist. Die Fenster auf den äußeren Achsen sind analog ausgestaltet. Der Risalit schließt mit einem Dreiecksgiebel. Aus dem schiefergedeckten Walmdach oberhalb des Giebels setzt sich ein schlanker Glockenturm mit oktogonalem Grundriss fort. An der oktogonalen Trommel ist jedes zweite der Rundbogenfenster blind. Der Turm schließt mit einem spitzen Helm mit Wetterfahne. Entlang der Südfassade sind vier hohe Spitzbogenfenster eingesetzt. Zentral tritt ein kurzer, flacher Anbau mit Spitzbogenfenster und Zinnenbewehrung heraus.